# Біляївка
Біля́ївка — місто в Одеському районі Одеської області України, адміністративний центр Біляївської міської громади. Розташоване в дельті Дністра (на одному із його рукавів, річці Турунчук, та озері Саф'яни) за 26 км від залізничної станції Вигода. Відстань до облцентру становить 53 км і проходить автошляхом E87.

## Назва

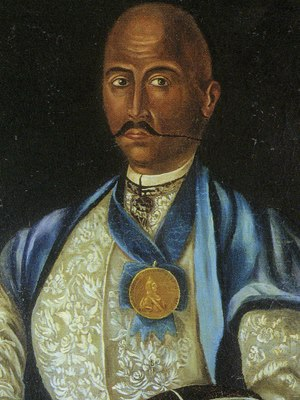
Отаман Сидір Білий

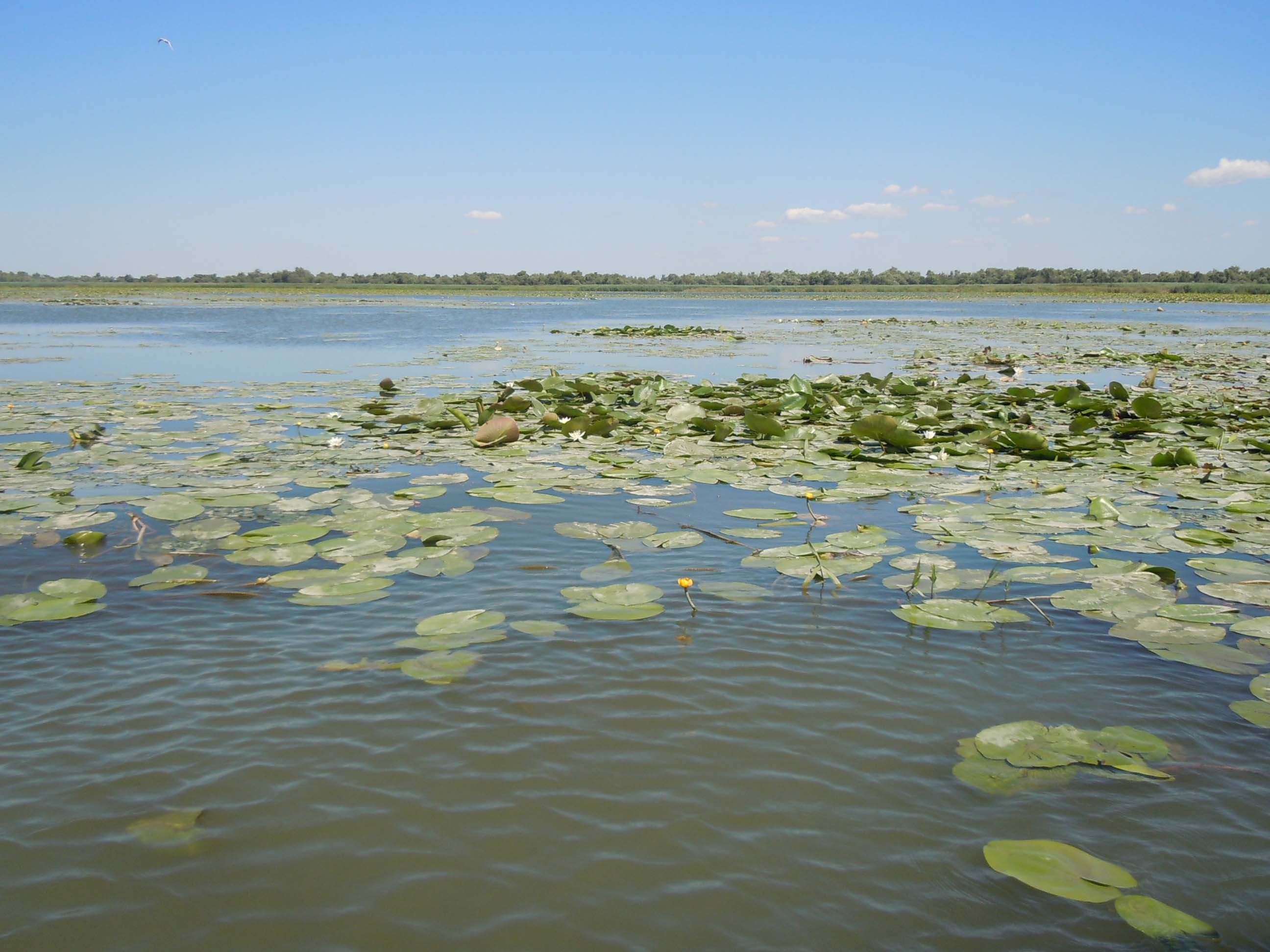
Біле — озеро в дельті Дністра, від назви якого походить назва міста

За легендою, сучасна назва походить від прізвища кошового отамана Сидора Білого, що загинув 17 червня 1788 р. під час облоги міста Очаків. Але спеціалісти з гідрономії пов'язують назву міста із назвою одного з найбільших озер Дністровської дельти — Білого, що знаходиться неподалік від міста. У відомостях Чорноморського козачого війська ніколи не вказується назва «Біляївка», але тільки «Головківка», або Головкова. Саме тому є дивним, чому козаки не вживали назву, що походить від славетного козацького імені. Але паралельно із «Головківкою» на картах тих часів місто (тоді селище) вказується як Біляки (карта Івана Ісленьєва) або як Біляївку (атлас Франца де Воллана).

## Історія
Територія сьогоднішньої Біляївки була заселена людьми ще в часи палеоліту. На території міста розташовані кургани епохи бронзи (II—I тисяч років до н. е.), античних (VI—V ст. до н. е.), скіфських (V—IV ст. до н. е.) і сарматських часів (II—I ст. до н. е.), а також перших століть нашої ери зі змішаним населенням.

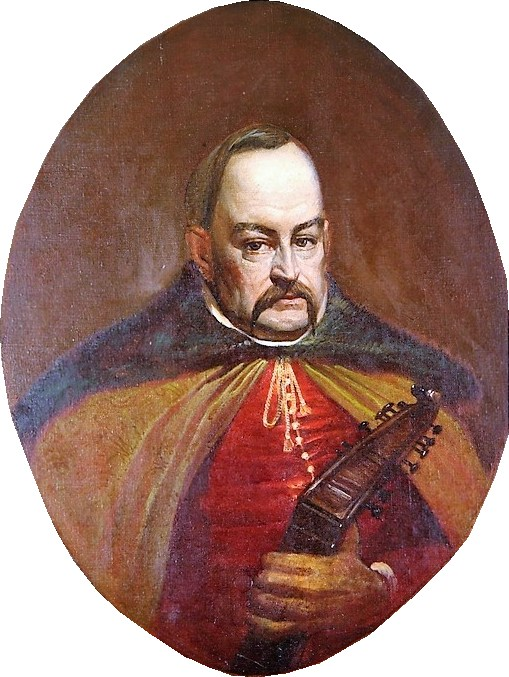
Отаман Антін Головатий — засновник міста

Поселення засноване козаками після ліквідації Запорізької Січі. Перші письмові згадки про запорожців у цих місцях датуються 1790 роком, коли між Південних Бугом і Дністром з'явилися козацькі поселення. У 1792 році у повідомленні до коша від осавула Ніякого, вказується, що родини козаків Чорноморського козачого війська оселилися в селі Головківка (перша назва Біляївки). У 1794 році, сюди прибули так звані «турбаївці» — учасники повстання з села Турбаї на Полтавщини.
Прилучився до заснування і генеральний суддя Антін Головатий — на місці сучасного міста в 1790-х роках знаходився хутір Головківка; є кілька версій походження найменування поселення, але усі вони пов'язані з іменем Антона Андрійовича Головатого.
Визначним в історії Біляївки став 1872 рік, коли було прийнято рішення про будівництво Дністровського водогону, який мав забезпечити потреби Одеси у питній воді. До будівництва водогону відро води в Одесі коштувало 10-15 копійок (за фунт м'яса тоді платили 20 копійок). 22 березня 1872 р. у Лондоні було створене «Одеське водопровідне товариство», яке фінансувало будівництво. Будівництво здійснювали підприємці Вільгельм Швабен з Москви та англієць Джон Моор за проєктом інженера Юнга. У Біляївці було виділено 13 десятин землі під будівництво станції, а у 1873 р. відбулося урочисте відкриття станції «Дністер».
Станом на 1886 у селі, центрі Біляївської волості Одеського повіту Херсонської губернії, мешкало 2917 осіб, налічувалось 250 дворових господарства, існували православна церква, школа, 6 лавок, відбувались базари раз на два тижні у п'ятницю. За 11½ верст — переправа через річку Турунчук.
У Біляївці проживала незначна кількість німецьких, болгарських, грецьких сімей, осідали й циганські сім'ї.
У липні 1919 року мешканці Біляївки та навколишніх сіл приєдналися до антибільшовицького повстання німецьких колоністів Одещини, яке було викликане продрозкладкою та насильницькою мобілізацією до Червоної армії. В кінці листопада 1919 року почалося Біляївське повстання вже проти військ Антанти та білогвардійців.
З 7 березня 1923 року Біляївка стає центром новоствореного Біляївського району. Під час Голодомору 1932—1933 років померло щонайменше 214 жителів міста.
2 січня 1957 року село отримало статус селища міського типу. 5 листопада 1979 року Біляївка стала містом, а з 2016 року дістало статус міста обласного значення. Після 17 липня 2020 року стає адміністративним центром Біляївської міської громади в складі Одеського району.

## Політика

### Парламентські вибори, 2019
На позачергових парламентських виборах 2019 року у місті функціонували 6 окремих виборчих дільниць № 510225–510229, 510282.
Результати
- зареєстровано 10760 виборців, явка 45,20%, найбільше голосів віддано за «Слугу народу» — 54,88%, за «Опозиційну платформу — За життя» — 23,96%, за Партію Шарія — 3,71%.[12] В одномандатному окрузі найбільше голосів отримав Сергій Колебошин (Слуга народу) — 44,44%, за Василя Гуляєва (самовисування) — 14,40%, за Сергія Білюка (самовисування) — 13,26%[13].

## Населення
| 1959 | 1970   | 1979   | 1989   | 2001   | 2016   |
| ---- | ------ | ------ | ------ | ------ | ------ |
| 8724 | 11 804 | 12 850 | 13 866 | 14 294 | 11 873 |

### Національний склад
Розподіл населення за національністю за даними перепису 2001 року:
| Національність  | Відсоток |
| --------------- | -------- |
| українці        | 83.97%   |
| росіяни         | 10.89%   |
| молдовани       | 1.68%    |
| білоруси        | 1.08%    |
| болгари         | 0.69%    |
| вірмени         | 0.54%    |
| гагаузи         | 0.13%    |
| поляки          | 0.11%    |
| інші/не вказали | 0.91%    |

### Мова
Розподіл населення за рідною мовою за даними перепису 2001 року:
| Мова            | Кількість | Відсоток |
| --------------- | --------- | -------- |
| українська      | 11822     | 82.97%   |
| російська       | 2059      | 14.45%   |
| румунська       | 121       | 0.85%    |
| білоруська      | 72        | 0.51%    |
| вірменська      | 55        | 0.39%    |
| болгарська      | 41        | 0.29%    |
| циганська       | 6         | 0.04%    |
| гагаузька       | 5         | 0.03%    |
| польська        | 1         | 0.01%    |
| інші/не вказали | 66        | 0.46%    |
| Усього          | 14248     | 100%     |

## Символіка
Герб і прапор міста були затверджені рішенням № 364- XYII /XXI Біляївської міської ради 31 серпня 2004 року. Згідно із рішенням герб міста являє собою закруглений щит синього кольору зі срібною брамою з двома баштами, під якою розташована срібна квітка білого латаття із п'ятьма пелюстками. Щит вписаний до срібного еклектичного картуша, увінчаного срібною міською короною з трьома зубцями. Прапор міста складає квадратне синє полотнище, у центрі якого розташований круг із восьми стилізованих жовтих глечиків, а в середині кругу — біла квітка білого латаття із п'ятьма пелюстками.

## Туристичний потенціал
За активної участі райдержадміністрації та Біляївської міської ради в реалізації проєкту Євросоюзу «Укріплення інтеграції прикордонних територій» в вересні 2010 року було урочисте відкриття інформаційного візит-центру «Дністер» в однойменному парку в Біляївці. На території візит-центру знаходиться музей станції «Дністер» — музей води. У ньому зберігаються сторічна квитанція за воду, модель парової машини, макет території.
У місті Біляївка існує пам'ятник загиблим під час Громадянської війни, бійцям винищувального батальйону, загиблим воїнам-інтернаціоналістам (2002 рік), жертвам політичних репресій (2004 рік). На території водоочисної станції «Дністер» споруджено пам'ятник 70 робітникам і службовцям станції, які загинули в період німецько-радянської війни.

### Культові споруди
Серед об'єктів культурної спадщини у Біляївській громаді відомі такі пам'ятки сакральної архітектури:
- Церква Покрови Богородиці — сучасний храм, який належить до ПЦУ
- Свято-Миколаївська церква — історична будівля церкви, зведена у 1897—1900 рр. (використовується Одеською єпархією Російської православної церкви)
- Свято-Успенська церква — найстарша церква міста, заснована в 1873 р. (використовується Одеською єпархією Російської православної церкви)

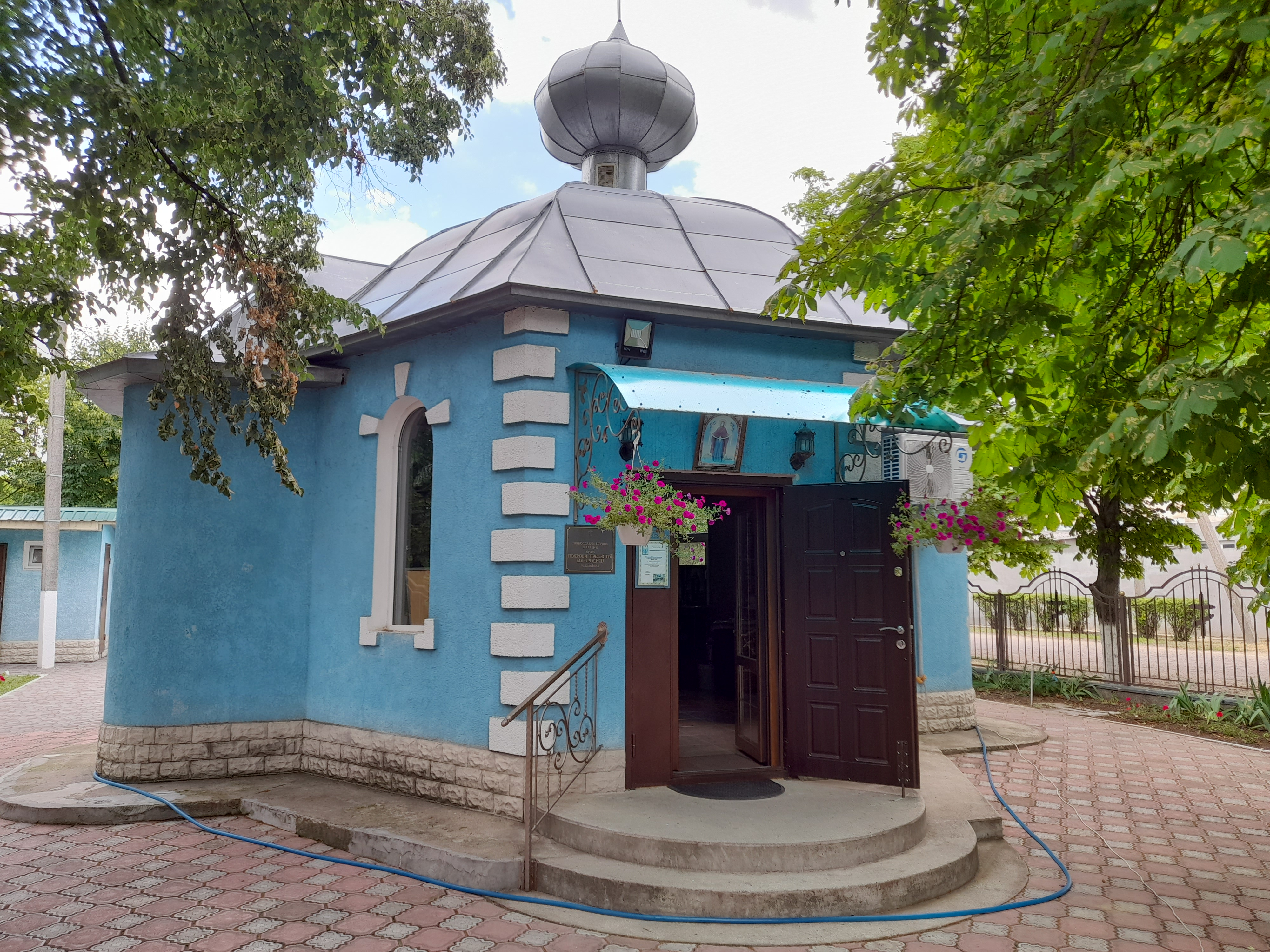
Церква Покрови Богородиці
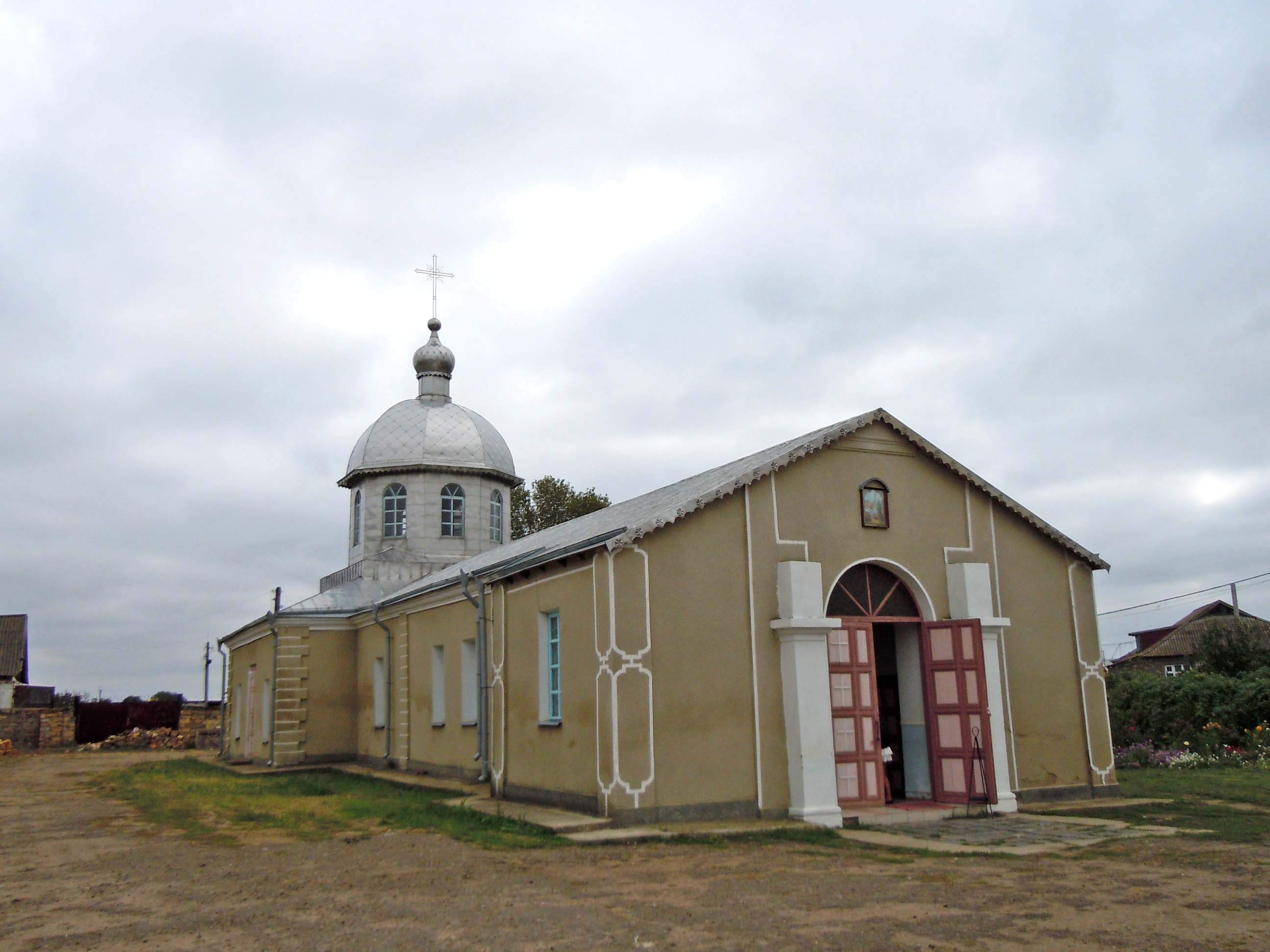
Свято-Успенський храм («Біла церква»)
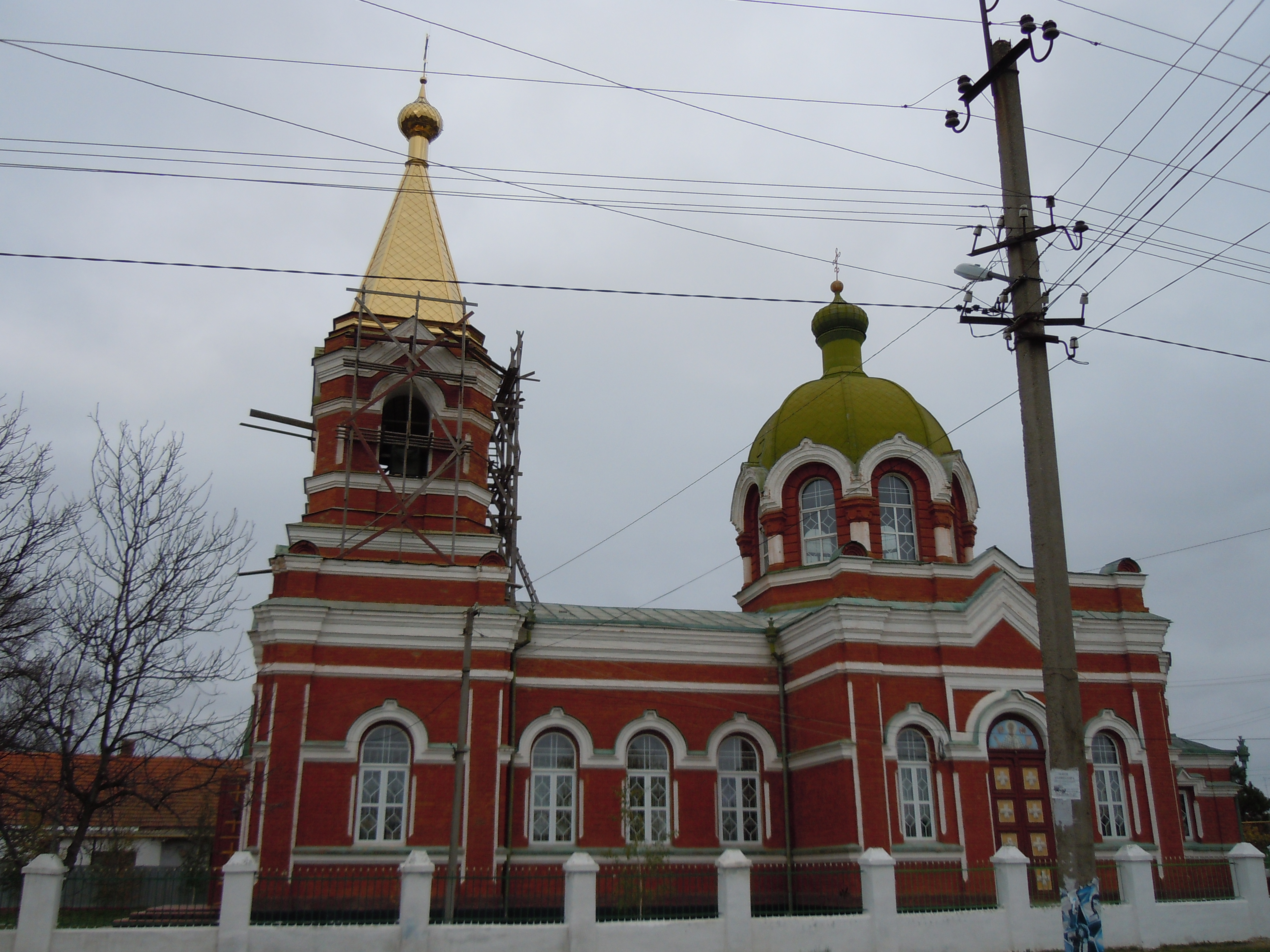
Свято-Миколаївський храм («Червона церква»)

### Фестивалі
У Біляївці регулярно проходить гастрономічний фестиваль Дністровська вертута, присвячений вертуті (рулету з прісного витяжного тіста з начинкою). Кілька років тому на фестивалі поставили рекорд — спекли найбільшу вертуту України вагою 50 кг і діаметром 2 м.

## Персоналії, пов'язані з містом
Докладніше: Персоналії: Біляївка
Уродженці Біляївки:
- Авер'янов Георгій Борисович (1930—1991) — український віолончеліст і музичний педагог, професор.
- Жекю Іван Григорович (1957) — радянський футболіст, воротар.
- Згама Петро Миколайович (1923—1983) — Герой Радянського Союзу.
- Кипенко Володимир Іванович (1924—1944) — Герой Радянського Союзу, учасник десанту Ольшанського.
- Ковальчук Кирило Сергійович (1986) — український футболіст, гравець національної збірної України.
- Кравченко Сергій Трохимович (1925—1956) — Герой Радянського Союзу.
- Ляхівський Григорій Григорович[ru] (1925—1997) — учасник німецько-радянської війни.
- Семенченко Ростислав Олександрович (2003) — український футзаліст, гравець національної збірної України.

Жив і працював Володимир Сергійович Манкевич — кілька десятиліть працював лікарем, 2016 року йому відкрито меморіальну дошку.

## Інтернет-джерела міста
- Біляївка.City [Архівовано 9 вересня 2019 у Wayback Machine.] — інтернет-видання про життя Біляївки, ОТГ та району в Одеській області. Створене колективом КП «Вісті Біляївки» у вересні 2017 року за підтримки Агенції розвитку локальних медіа «Або». Входить до мережі міських сайтів The City.
- Офіційний портал Біляївської об'єднаної територіальної громади (м. Біляївка, с. Повстанське, с. Майори)
- Погода у місті Біляївка [Архівовано 6 січня 2018 у Wayback Machine.]